# Fabian Holland (rugbyspeler)
Fabian Holland (geboren op 9 oktober 2002) is een Nederlandse rugbyspeler, die voor Otago speelt in de National Provincial Championship van Nieuw-Zeeland en voor de Highlanders in de Super Rugby competitie.
Hij is geboren in Nederland en speelt voor het Nieuw-Zeelandse nationale rugbyteam. Sinds 2019 woont hij in het land.

## Vroege leven
Holland groeide op in Akersloot, een klein dorpje vlakbij Alkmaar. Holland begon op vijfjarige leeftijd met rugbyen bij de Castricumse Rugbyclub. In 2014 hield het All Black Sevens-team een trainingskamp bij Hollands club, wat zijn passie voor rugby en zijn passie voor de All Blacks verder aanwakkerde.
Holland verhuisde begin 2019 naar Nieuw-Zeeland om te studeren en te rugbyen aan de Christchurch Boys' High School, wat aanvankelijk een verblijf van zes maanden zou zijn. 

## Carrière
Na het verlaten van de middelbare school verhuisde Holland in 2021 naar Dunedin en tekende bij de Highlanders, waar hij zich bij het team onder 20 voegde. Hij sloot zich ook aan bij de Dunedin Rugby Football Club (Inc.), waar hij voor het eerste team speelde wanneer hij beschikbaar was.   
In 2021 tekende hij een high-performance contract met de Highlanders en speelde hij voor het ontwikkelingsteam van de Highlanders, bekend als de Bravehearts. Op 23 juni 2022 maakten de Highlanders bekend dat Holland een contract voor drie jaar (volledig professioneel) had getekend met de franchise uit Dunedin.

### Internationale carrière
Holland speelde in 2021 voor het Nieuw-Zeelandse team onder 20  en voor het New Zealand Barbarians team onder 18 in 2020.  In 2020 maakte Holland deel uit van het Nieuw-Zeelandse schoolteam.

In juni 2025 werd Holland opgenomen in de selectie van de All Blacks voor de tour van Frankrijk door Nieuw-Zeeland. Hij kreeg in alle drie wedstrijden een basispositie. 
1. ↑  (en) 2022 Bunnings Warehouse NPC Players. Otago Rugby. Geraadpleegd op 23 June 2022.
2. 1 2  Highlanders (23 June 2022). Youth and experience to bolster 2023 squad. Persbericht.  Geraadpleegd op 23 June 2022.
3. ↑  "Passion propels unlikely new NZ U20 rep", Otago Daily Times, 24 June 2022. Geraadpleegd op 25 June 2025.
4. 1 2 3  "Meet Fabian Holland, the teenage Dutch lock chasing his All Blacks dream", Stuff NZ, 6 november 2021. Geraadpleegd op 9 november 2021.
5. 1 2  "Three Otago players picked in national under-20 squad", Otago Daily Times, 12 May 2021. Geraadpleegd op 9 november 2021.
6. ↑  New Zealand Under 20 ready for home campaign. New Zealand Rugby (7 July 2021). Geraadpleegd op 9 november 2021.
7. ↑  New Zealand Barbarian Under 18 rugby squad announced. College Sport (23 september 2020). Geraadpleegd op 9 november 2021.